# Jacob Johan Anckarström den äldre
Jacob Johan Anckarström, född den 11 september 1729 (g.s.) på Sågarbo, död den 6 april 1777 på Lindö sätesgård, var en svensk adelsman av ätten Anckarström, överstelöjtnant, kemist, jordbrukare, riddare av Svärdsorden och Vasaorden samt far till konungamördaren Jacob Johan Anckarström.

## Ungdomsåren
Föddes 1729 som son till majoren Clas Anckarström och Brigita Charlotta Insenstjerna på gården Sågarbo vid Älvkarleby. Han uppfostrades dock av sin styvfar, en överste Faber.
Han utbildades delvis vid Uppsala universitet och antogs som 15-åring 1744 vid artilleriet såsom hantlangare. Redan 1745 fick an engagemang som fänrik vid det franska regemente som överstelöjtnanten Leslie satte upp, och han lämnade Sverige via Göteborg samma år. 1746 bytte han regemente och antogs vid Royal suédois, där han som 18-åring 1747 avancerade till löjtnant. Han utmärkte sig 1748 under Belägringen av Maastricht under det Österrikiska tronföljdskriget, han åtnjöt marskalk Moritz, greve av Sachsen förtroende på grund av sitt mod. Efter Freden i Aachen förlades regementet till Strassbourg och 1749 återvände Anckarström till Sverige. Hemresan gick över Frankfurt, Minden, Hamburg, Stralsund, Ystad och slutligen Stockholm.
Via sin släkting Erland Carlsson Broman, som var kung Fredrik I:s gunstling, befordrades han den 28 augusti 1750 till kapten vid Nylands regemente, vilket måste ses som framgångsrikt vid endast 21 års ålder, särskilt då han innan i Sverige enbart varit hantlangare vid artilleriet. Kapetensbeställning kostade dock 15 000 daler kopparmynt.

## Hemma i Sverige
Han anträdde resan till sitt finska regemente 1751, men han hann innan vara delaktig och även synnerligen framgångsrik i bekämpandet av Klarabranden 1751. Han var posterad till Ladugårdslandet (dagens Östermalm) och bidrog till att Artillerigården räddades.
Väl ankommen till Finland så var han i flera år kommenderad till Sveaborg, som vid denna tid byggdes utanför Helsingfors. 1757 blev han sänd till det pommerska kriget som brutit ut mellan Sverige och Preussen. Anckarström var med och intog Demmin efter krigsutbrottet i september 1757, och blev dess kommendant. Den 1 januari 1758 dagtingade man och lämnade Demmin och återtågade till Stralsund. Svenskarna intog åter Demmin i oktober 1758. Denna gång utsattes Anckarström och svenskarna för en preussisk belägring, och i januari 1759 intogs staden och Anckarström och övriga svenskar blev krigsfångar. Dock fick han redan samma år fiendens (Preussens) tillstånd att lämna fångenskapen, för att resa till Sverige för att skifta arvet efter sin far majoren Clas Anckarström som dog detta år.
1766 utnämns han till major och erhöll den 18 november 1767 avsked som överstelöjtnant. 1775 blev han ledamot av Kungliga patriotiska sällskapet han avled på sin sätesgård Lindö den 6 april 1777.

## Vetenskapsmannen och jordbrukaren

Kopparstick av Anckarström, utfört 1776 av Fredrik Akrel.

Anckarström var den som under 1750-talet byggdes ut herrgården Lindö till det utseende den har idag och han anlade utöver detta 2 kemiska laboratorier, en salpeterlada och ett kalcineringsverk. Den svenska kemisten Johan Gottschalk Wallerius framhöll Anckarströms skicklighet, främst inom att rena och kristallisera salter.
Anckarströms salpeterverk var det största i dåtida Sverige och han arbetade kort före sin död med en ny process där salpeter kunde framställas renare och snabbare, något som även Wallerius påpekar.
Kalcineringsverket lades två kilometer från sätesgården, vid vattendraget Ankarfors. Där kalcinerades kvarts och maldes därefter till stenmjöl, vilket såldes till glas- och porslinsfabrikerna i Stockholm.
Utöver den vetenskapliga banan utvecklade han även sin sätesgård, både avseende trädgården och jordbruket. Själva sätesgården ligger vid steniga backar, där Anckarström anlade gröna lundar med träd. Utöver detta planterades ca 11 000 fruktträd av olika sorter. Jordbruket utvecklades och han kunde utöka den uppodlade arealen med 60 tunnland. Vilket gjorde att det totala utsädet för gården blev 110 tunnor. Han byggde ny ladugård efter egen design, 9 nya torp, 3 vägar och 4 alléer. Utöver detta utvecklade han även jordbruksredskap och verktyg.

## Giftermål
1760 gifte sig Anckarström med Hedvig Ulrika Drufva, som var dotter till landshövdingen Peter Drufva. 1761 blev han utnämnd till Riddare av Svärdsorden samt 1775 Riddare av Vasaorden. Med sin fru fick han tre söner, av vilka den mest kände blev konungamördaren Jacob Johan Anckarström.

## Gjörwells gravskrift över Anckarström
Den 14 maj 1777 satte Carl Christoffer Gjörwell in följande gravskrift i tidningen Dagligt Allehanda
| ”                                                                               | Vandringsman! Stadna vid denna grift. --- Här hvilar Hr. Jacob Johan Anckarström Öfverste-Lieutenant Och Riddare af Kongl. Svärds Och Wasa Orden Född D. 11 Nov. 1729 Död den 6 April 1777 Icke vanlig man Tänkte han starkt och egit Kunskaperna voro flere Verksamheten större --- Svärdet, Plogen, Härden Skötte samma hand Men driften att Utforska naturens förbehåll Nalkas vetenskapers gräns Att dymedelst Upplysa medborgare Tärde skyndsamt livet --- Likne honom Riddersmannen att värja fädernejord Åkerbrukaren den att odla Skedaren att söka upptäckter Patrioten dem att verkställa Icke flat Uppfödde han dygdige barn Icke falsk Ägde han vänner Aldrig orkeslös Tjente han många --- Fel röntes Efter han var menniska De bättrades Genom föremålen Dit de ledde Styrde kropps styrka Mycken förtjänst Allmän önskan Dödens arm Hade denne Anckarström Lefvat länge --- Han föll tidigt Icke för sig Ty han dog nögd Men för samhället Som förlorat Kanske åter utan ersättning En nyttig med-lem --- Vandringsman! Vil du saknas Gagna | „ |
| – Carl Christoffer Gjörwell den äldre, Dagligt Allehanda, 14 maj 1777, sid 1-2. | |   |

## Utmärkelser
- Riddare av Svärdsorden - 1761
- Riddare av Vasaorden - 1774